# Бурска коза
Бурска коза (Бур) је раса домаће козе. Први пут се појавила почетком 20. века у Јужној Африци. Њено име потиче од холандске речи (хол. Boer), што значи „фармер“. Настала је укрштањем европских и афричких раса коза. Код стварања ове расе коришћена је дугогодишња селекција на квалитету меса, због чега у расе коза које одликује велика меснатост. Ове отпорне, плодне козе скромних захтева су још у деветнаестом веку привукле пажњу сточара. Биле су меснатије од свих до тада познатих, па су желели да их оплемене и створе сој погодан за фармско гајење. Укрштане су с ангорама и још неким европским и индијским расама, које су у то време унесене у Африку. 
Изузетно је захвална раса. У поређењу са алпским козама, дупло су теже, доста су масивне, развијених мишића и снажне конституције. Имају рогове и могу да буду различитих боја. Најтраженији примерци су с црвеном длаком на глави и белим трупом. Висина гребена им износи око 70 цм. Козе су тешке 90-100, јарчеви 110-135 килограма. Одлика расе је раностасност, односно мужјаци постају полно зрели већ са шест месеци, а женке нешто касније. Због дуже сезоне парења, козе се јаре три пута у току две године, због чега су такође цењене међу одгајивачима. На свет доносе просечно два јарета. Мајке имају доста млека и добар родитељски инстинкт, па се залучи 1,6 младих по кози. Производи око 250-300 литара млека у току лактације. Просечан дневни прираст је 150-170 грама, чак и 200, када су јарићи најнапреднији. Месо је изванредног квалитета, укусно и с малим процентом лоја. Бурске козе имају високу отпорност на болести и могу да се прилагоде и топлим и сувим пределима. 
Данас се узгајају у свим деловима света, производња у САД је централизована на западу Тексаса. Први примерци ове расе су тамо дошли из стада са Новог Зеланда, а тек касније су директно увезени из Јужне Африке. Код нас, у Србији ова раса је стигла тек почетком 2009. године.